# Nakajō Fujisuke
Nakajō Fujisuke (中条藤資?; 1480? – 1568?-1574?) è stato un samurai giapponese del periodo Sengoku, servitore del clan Uesugi.

## Biografia
Servitore del clan Uesugi, venne in aiuto di Nagao Tamekage quando si scontrò con Uesugi Akisada nel 1510.
Fujisuke governava il castello di Tosaka a Echigo e si schierò con Uesugi Kenshin quando quest'ultimo sconfisse il fratello Harukage per la guida del clan. Si mise in evidenza e venne premiato per il suo coraggio durante la quarta battaglia di Kawanakajima (1561). Morì senza eredi e per questo fu succeduto dal figlio di Yoshie Kagechika, Kageyasu.
Viene ricordato come un grande condottiero dell'inizio del periodo Sengoku.